# Увет духовный

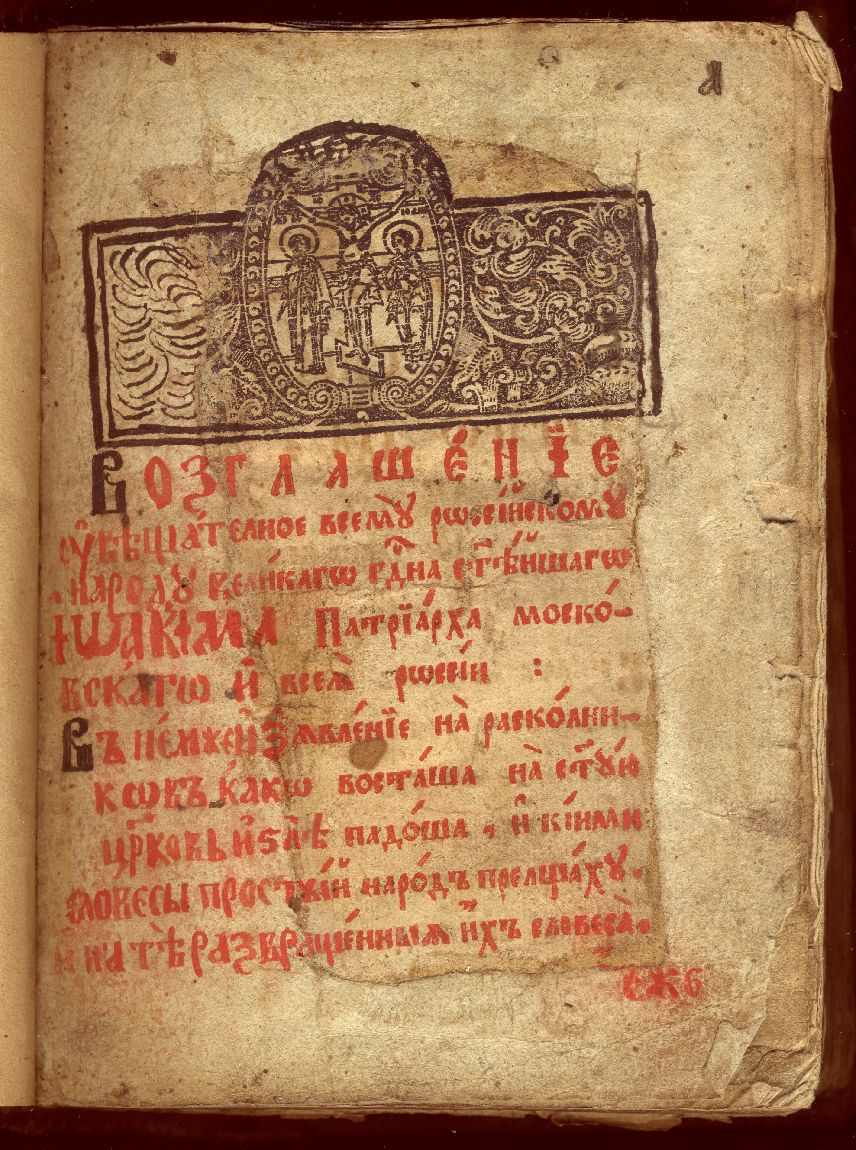
«Увет духовный». М., 1682 г.

«Уве́т духо́вный» — антистарообрядческое полемическое сочинение архиепископа Афанасия (Любимова), написанное и изданное в 1682 году. Издано от лица Патриарха Иоакима и долгое время ему приписывалось. Одно из важнейших церковно-полемических сочинений последней трети XVII века. Книга состоит из вступления, исторической части, полемической части и заключения.

## История создания
«Увет духовный» был написан в очень короткое время — с 5 июля по 27 августа 1682 года, то есть в 50 дней. 27 августа был начато его печатание. Печатание «Увета» шло также быстро, как и составление его. Для начинания тех книг дано «на молебен и на свечи, да книг печатного дела всяких чинов и мастеровым людям на калачи 3 рубля 23 алтына». 20 сентября того же года печатание «Увета духовного» было окончено. При печатании его истрачено было бумаги чистой на 145 рублей 10 алтын; бумаги приправочной на 1 рублей 20 алтын; киновари и всяких запасов на 8 рублей 25 алтын 4 денги; разных нерасписных расходов на 35 рублей; государева денежного и хлебного жалования наложено на «Уветы…» 250 рублей 6 алтын 4 деньги; переплётчику 6 рублей 9 алтын 6 деньги. «А всего пошло на те книги „Уветы“ чистой и приправочной бумаги и всяких книжных запасов и неросписных расходов и великих государей жалования наложено и от книжных переплетов — 467 руб. 6 алт. 4 деньги и в деле стали 1168 книг по тринадцати алтын по две деньги книга». Таким образом, «Увет духовный» был составлен и напечатан в очень короткое время, с 5 июля по 20 сентября 1682 года, в два с половиной месяца. Тираж составил 1200 экземпляров.
По напечатании книги она была поднесена и пожалована разным лицам: царям Иоанну и Петру — семь экземпляров «по обрезу золотом» и 6 книг «с цветками»; патриарху Иоакиму одна книга по обрезу золотом и 2 книги с цветками; по одному экземпляру — в Успенский собор, начальнику печатного двора — архиепископу Симеону, князю В. Ф. Одоевскому, царскому духовнику благовещенскому протопопу Никите Васильевичу, дьяку Арбеневу, двум справщикам, троим подъячим, двум чтецам и двум писцам; и сверх того отданы «в правилню две книги чистая, да кавычная». 27 сентября, по указу великих государей и патриарха Иоакима, архиепископ Сибирский и Тобольский Симеон, приказал «Уветы духовные» в мир отдавать по той цене, по которой они стали в деле (13 алтын 2 деньги). «Увет духовный» в том же 1682 году был разослан по всем епархиям для всенародного чтения в церквах и для руководства в собеседованиях с «раскольниками» пастырями церкви.